# Frédéric Cornette
Frédéric Cornette (né le 29 juin 1967 à Laon) est un athlète français, spécialiste du 800 mètres.

## Biographie
Il remporte le titre national du 800 mètres lors des championnats de France 1992 à Narbonne, dans le temps de 1 min 46 s 66. Son record personnel est établi quelques jours plus tard à Nice en 1 min 45 s 82.
Il participe aux Jeux olympiques de 1992 et s'incline dès les séries du 800 m.

### Palmarès
- Championnats de France d'athlétisme :
  - vainqueur du 800 m en 1992.

### Records
| Épreuve | Performance   | Lieu | Date            |
| ------- | ------------- | ---- | --------------- |
| 800 m   | 1 min 45 s 82 | Nice | 15 juillet 1992 |